# Championnat de France d'Élite masculine de volley-ball
Le Championnat de France d'Élite masculine est la troisième division du volley-ball français, cette compétition a été créée en 1998 (sous le nom de Nationale 1), entre la Pro B et la Nationale 2.

## Palmarès
- 1999 : Dunkerque DF
- 2000 : Harnes VB
- 2001 : LISSP Calais
- 2002 : Goëlo Saint-Brieuc
- 2003 : Marseille 13 Provence VB
- 2004 : Saint-Nazaire VBA
- 2005 : Harnes VB
- 2006 : Marseille 13 Provence VB
- 2007 : Vannes VB
- 2008 : Harnes VB
- 2009 : Martigues VB
- 2010 : Plessis-Robinson VB
- 2011 : Harnes VB
- 2012 : AL Canteleu-Maromme
- 2013 : Saint-Louis VB
- 2014 : Stade poitevin
- 2015 : Saint-Brieuc CAVB
- 2016 : Club Alès CVB
- 2017 : Avignon VB
- 2018 : Martigues VB
- 2019 : ASUL Lyon

- 2020 : Non attribué en raison de la pandémie de Covid-19[1]
- 2021 : Harnes VB
- 2022 : Harnes VB
- 2023 : Reims Métropole Volley
- 2024 : Avignon VB
- 2025 : Harnes VB